# Pagar per jugar
|  | No s'ha de confondre amb P2P. |

El terme Pay to play (o també Pay-2-Play), formes en anglès per pagar per jugar, és un mètode de serveis en línia, específicament referit als jocs, que requereix que els usuaris paguin per jugar-lo. Usualment, fa referència als jocs MMORPG, on els jugadors han de pagar per mantenir actiu el compte, com és el cas de World of Warcraft, Final Fantasy XI, Ragnarok Online o Mu Online. Les millores de RuneScape o Virtonomics permeten de tenir comptes lliures sense pagaments o comptes pay-to-play amb una llarga llista d'avantatges.
El terme també pot referir-se a algun joc com Habbo Hotel, on hi ha jocs dins el joc, i hom pot fer servir el mètode pay to play per entrar dins el joc, mentre aquests està en progrés.